# يوم كورو الكبير في الخارج
يوم كورو الكبير في الخارج (باليابانية: コロの大さんぽ، بالروماجي: Koro no Daisanpo) (بالإنجليزية: Koro's Big Day Out)‏ هو فيلم أنمي ياباني قصير من تأليف وإخراج هاياو ميازاكي ومن إنتاج استوديو غيبلي. عرض الفيلم في متحف غيبلي في ميتاكا في عام 2002، وبلغت مدته 14 دقيقة.

## القصة
تدور أحداث القصة الجرو كورو، الذي يهرب من مالكته ويخوض بعض المغامرات في جميع أنحاء المدينة، ثم يعود أخيرًا إلى المنزل بسعادة.

## وصلات خارجية
- يوم الخروج الكبير من كورو على موقع Nausicaa.net
- يوم كورو الكبير في الخارج على موقع IMDb (الإنجليزية)
- يوم كورو الكبير في الخارج على موقع ألو سيني (الفرنسية)
- يوم كورو الكبير في الخارج على موقع قاعدة بيانات الفيلم (الإنجليزية)
- يوم كورو الكبير في الخارج على موقع ليتربوكسد (الإنجليزية)
- يوم كورو الكبير في الخارج على موقع كينوبويسك (الروسية)
- يوم كورو الكبير في الخارج على موقع ANN anime (الإنجليزية)